# Iglesia y Convento de la Compañía de Jesús (Antigua Guatemala)
La Iglesia y Convento de la Compañía de Jesús es uno de los principales conjuntos arquitectónicos de la ciudad de Antigua Guatemala. Se empezó a construir en 1690, en una manzana distante apenas trescientos metros de la  Catedral de San José, en un solar que había pertenecido a los descendientes del cronista Bernal Díaz del Castillo, prolongándose las obras durante ocho años.  En el complejo que comprendía tres claustros y un templo, llegaron a vivir hasta doce jesuitas ordenados, pero había también hermanos jesuitas y alumnos laicos internos. En el interior del edificio funcionó el Colegio de San Lucas de la Compañía de Jesús, hasta la expulsión de la orden en 1767: "El Colegio adquirió gran fama y no tenía rival en cuanto a la enseñanza de primeras letras y gramática. A él acudía lo más florido de la sociedad de Santiago, tales como Francisco Antonio Fuentes y Guzmán, el cronista Francisco Vázquez, Pedro de Betancourt y Rafael Landívar." En la actualidad el convento ha sido reconstruido, mientras que el templo se encuentra en ruinas.

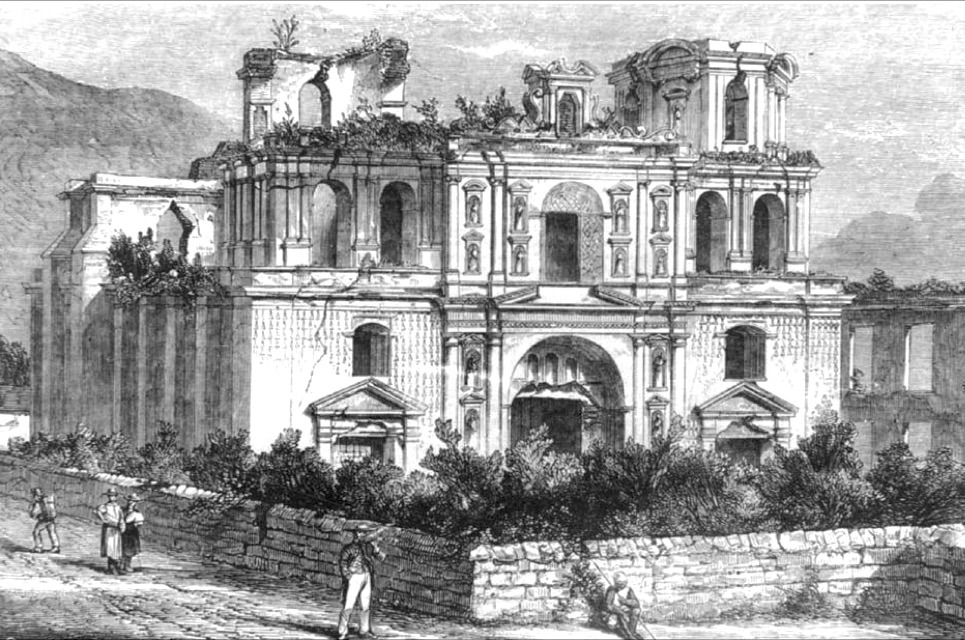
Ruinas de la iglesia tras los terremotos de 1773.

## Historia

### Llegada de los jesuitas a Guatemala

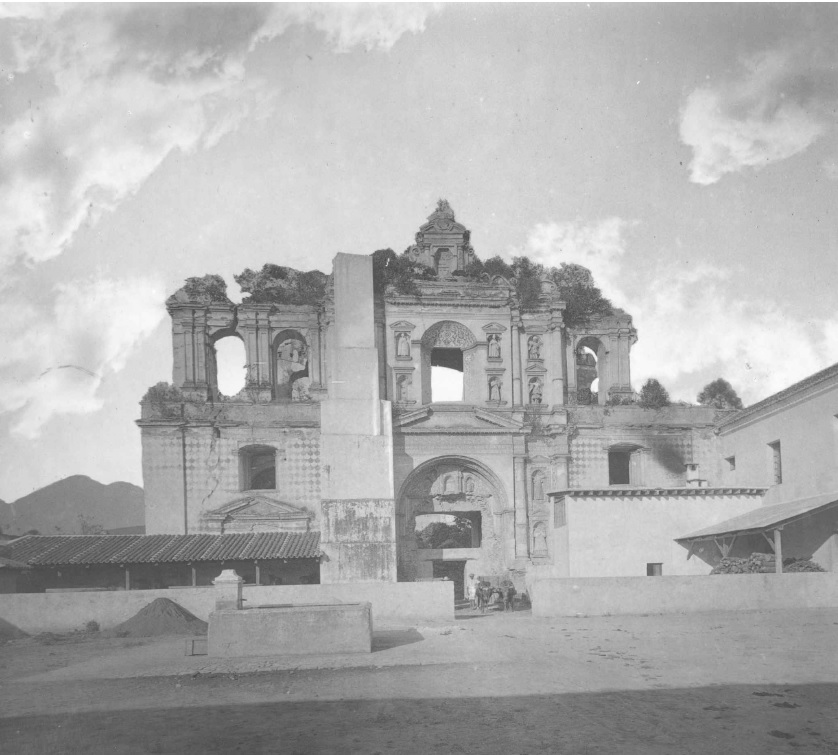
Ruinas de la iglesia de la Compañía de Jesús en 1880.

En la segunda mitad del siglo xvi el prestigio de los jesuitas se extendía en Europa y fueron solicitados por Guatemala a través de una cédula del 9 de agosto de 1561, pero ésta fue denegada por el rey Felipe II por considerar que los miembros de la orden eran más necesarios para encabezar la Contrarreforma. Sin embargo, cinco años después el propio Felipe II solicitó el envío de veinticuatro jesuitas a América, pero esto no pudo realizar. En 1580, regresando de visitar colegios de la orden en Perú, pasó por Guatemala el Padre Maestro Juan de la Plaza quien hizo peticiones reiteradas junto con el Ayuntamiento, y así, en 1607 llegaron los primeros jesuitas y se establecieron en la Muy Noble y Leal Ciudad de Santiago de los Caballeros de Goathemala.
En la ciudad sobresalían en este momento varios edificios -la Catedral, el Real Palacio y el Noble Ayuntamiento-; además varias órdenes religiosas habían iniciado también sus construcciones. Los jesuitas se hospedaron inicialmente en la casa de Lucas Hurtado. Centrados en la enseñanza como principal misión de la orden, los jesuitas se esforzaron en abrir un centro educativo; el Colegio San Lucas se inauguró el 18 de octubre de 1607. El apóstol San Lucas gozaba de mucho prestigio entre los jesuitas y por ello lo tomaron como patrón de los proyectos que recién iniciaban en Guatemala; sin embargo, dos razones más motivaron el nombre adoptado: rendir homenaje a Lucas Hurtado por todo su apoyo inicial y el terremoto de San Lucas que asoló a la ciudad un 18 de octubre.
En cuanto a la iglesia, esta era pequeña, de adobe y techo rústico; sin embargo, a pesar de estar alejada del centro era reclamada por los vecinos para muchas celebraciones religiosas. En 1610 la Audiencia envía un informe al Rey con la solicitud de que se asigne una renta anual al Colegio de los Jesuitas por considerar que aunque ya tenían edificación, ésta era muy pobre y con pocas condiciones para el trabajo que realizaban. Por otra parte, en 1611 Leonor Celada -viuda del escribano real Juan de Guevara- donó a los jesuitas una casa muy cerca de la plaza central, en la manzana que pertenecía a los descendientes del cronista Bernal Díaz del Castillo, a únicamente trescientos metros de la fachada de la Catedral, en el flanco poniente de la Plaza de Armas.  Con ese traslado, los jesuitas quedaron en una situación muy privilegiada frente a las demás órdenes que tenían edificaciones en la ciudad.
Para 1615 había en la ciudad una efervescencia por construir edificios con mayor tamaño que los existentes hasta el momento. Los jesuitas, ahora dueños de un predio de considerables dimensiones, iniciaron la construcción formal de su primera iglesia. Entre 1610 y 1620 se amplió la actividad docente del Colegio de San Lucas y la economía de la orden mejoró; parte del dinero ingresado se empleaba en construir, poco a poco, la casa y la iglesia, que fueron concluidas el 18 de julio de 1626. Para el edificio de aulas solicitaron al Rey nuevos fondos para la construcción en 1628. En 1646 el capitán general Justiniano Chavarri, regidor de Guatemala, solicita formalmente al rector de la Compañía constituirse en fundador y éste le concede ese honor; con el terreno disponible y un fundador que proveía lo necesario para el mantenimiento anual del templo, las donaciones de los vecinos hicieron posible que se construyera un colegio con doble corredor alto y bajo y que albergaba también los aposentos de los miembros de la orden. En el colegio se recibían gratuitamente niños a partir de los ocho años de edad y se impartían, además de las primeras letras, clases de gramática, retórica, filosofía y teología.

### Construcción del templo
Con la generosa donación que recibieron de Chavarri, los jesuitas compraron las dos parcelas del flanco oriental de la manzana. Por este lado, en donde eventualmente se construyó el atrio de la iglesia, comenzó la construcción del segundo templo. En agosto de 1655 los jesuitas completaron la compra de toda la manzana de los Díaz del Castillo; para entonces, el Colegio de San Lucas era muy reconocido en toda la región e incluso llegó a conferir dos grados universitarios antes de que autorizara la Real y Pontificia Universidad de San Carlos Borromeo. En 1653 el colegio San Lucas contaba con solamente trece religiosos, una cifra pequeña si se tiene en cuenta las dimensiones de la edificación; sin embargo, los jesuitas tenían una presencia muy importante en la vida educativa y cultural de la Capitanía General de Guatemala. El colegio de San Lucas era el más prestigioso de la ciudad y formó a la mayor parte de las élites del reino. La mayoría de los estudiantes eran laicos y solían conseguir las mejores posiciones entre los graduados de la Real y Pontificia Universidad de San Carlos.
Hacia 1690 José de Porres da inicio a la construcción del nuevo templo, que duró ocho años y que contó con generosas donaciones de varios vecinos; en esta construcción trabajó su hijo, Diego de Porres, quien fue aprendiz y desarrolló en ese período muchas de las habilidades que años después lo hicieron uno de los maestros más reconocidos en la ciudad. El 21 de octubre de 1698 se realizó el acto de dedicación de la nueva iglesia que fue considerado como uno de los más hermosos y adornados de toda la América española.

### Terremotos de San Miguel y San Casimiro

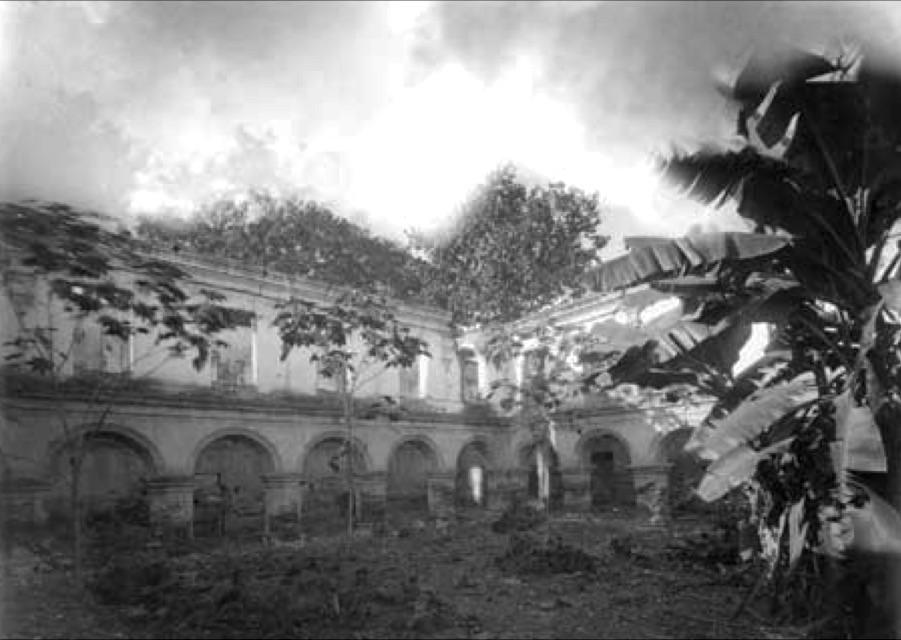
Ruinas del patio del colegio en 1880.

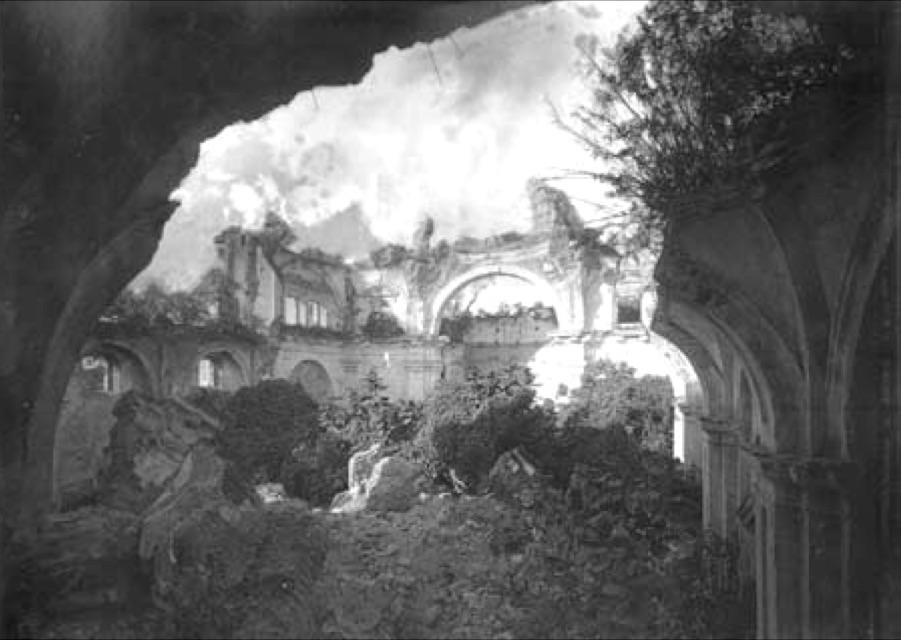
Ruinas del interior del templo en 1880.

El 29 de septiembre de 1717, ocurrió el terremoto de san Miguel que dejó inhabitable el edificio del colegio de San Lucas; el sismo partió la torre y destruyó la portada dejando a esta última a dos tercios de su altura. El maestro mayor de obras de la ciudad, Diego de Porres comprobó los daños que tenía la edificación y calculó que se necesitarían entre cinco mil y seis mil pesos para repararla. Tres años después, los jesuitas ya habían reconstruido el edificio y, de acuerdo al Maestro mayor de obras, estaba mucho más bello que la construcción original.  Pero el 4 de marzo de 1751, el terremoto de San Casimiro dañó completamente el cimborrio de la iglesia., obligando nuevamente a los jesuitas a solicitar la ayuda de los fieles de la comunidad para rehacer el edificio, que nuevamente quedó catalogado como uno de los más hermosos de toda Guatemala.
Un período de prosperidad comienza después del terremoto y la ciudad se beneficia de diferentes obras públicas entre las que se encuentran el empedrado de calles y la fabricación de acueductos para traer agua potable. El perímetro de la Plaza Mayor se arregla, incluyéndose el Palacio del Ayuntamiento y de la Audiencia. El 17 de julio de 1753 concluyen las obras de renovación del empedrado del patio del templo de la Compañía de Jesús.

### Las reformas borbónicas y la expulsión de los jesuitas
En 1765 se publicaron las reformas borbónicas de la corona española, que pretendían recuperar el poder real sobre las colonias y aumentar la recaudación fiscal.. Con estas reformas se crearon los estancos para controlar la producción de las bebidas embriagantes, el tabaco, la pólvora, los naipes y el patio de gallos.  La real hacienda subastaba el estanco anualmente y un particular lo compraba, convirtiéndose así en el dueño del monopolio de cierto producto.  Ese mismo año se crearon cuatro subdelegaciones de la Real Haciendo en San Salvador, Ciudad Real, Comayagua y León.
Además de esta redistribución administrativa, la corona española estableció una política tendiente a disminuir el poder de la Iglesia católica, poder que hasta ese momento era prácticamente absoluto sobre los vasallos españoles.  La política de disminución de poder de la iglesia se basaba en la Ilustración y tenía seis puntos principales:
1. Declive del legado cultural jesuítico
2. Tendencia hacia una cultura laica y secularizada
3. Actitud decididamente racionalista, de herencia cartesiana
4. Valoración de la ciencia natural sobre el dogma religioso
5. Una crítica al papel de la Iglesia dentro de la sociedad y de sus organismos derivados, sobre todo de las cofradías y hermandades.[Nota 2]
6. Favorecimiento del regalismo.

La Casa de Ejercicios de la Compañía de Jesús, contigua al Colegio San Lucas se concluyó en 1767, pero el 2 de abril de 1767 el rey Carlos III firmó una «Pragmática Sanción» que ordenaba la expulsión de los jesuitas de todos los reinos de España. Los miembros de la orden fueron concentrados, despojados de sus bienes y sacados del Colegio de San Lucas en la madrugada del 1.° de julio de 1767, y fueron conducidos al Golfo de Honduras, donde los esperaba la nave que los llevaría al destierro.  El edificio del Colegio de San Lucas quedó cerrado y en el de San Borja se sustituyeron los directores y maestros con eclesiásticos que no pertenecían a su doctrina. Las propiedades de los jesuitas corrieron la misma suerte que las del resto del Virreinato y las provincias, fueron liquidadas quedando bajo una junta que administraba bienes temporales. El 22 de mayo de 1770 se determinó que las propiedades de la Compañía de Jesús se usaran como seminarios de corrección, misiones, casas de pensión, lugares para enseñanzas de niños, hospicios y hospitales.

### Terremoto de Santa Marta

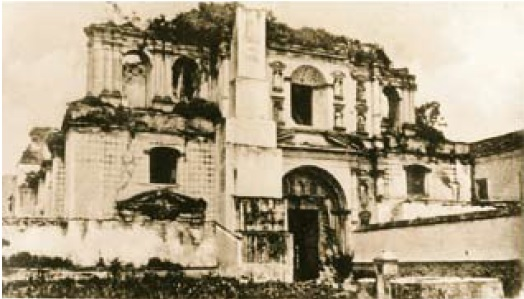
Ruinas del convento de la Compañía de Jesús en 1900.

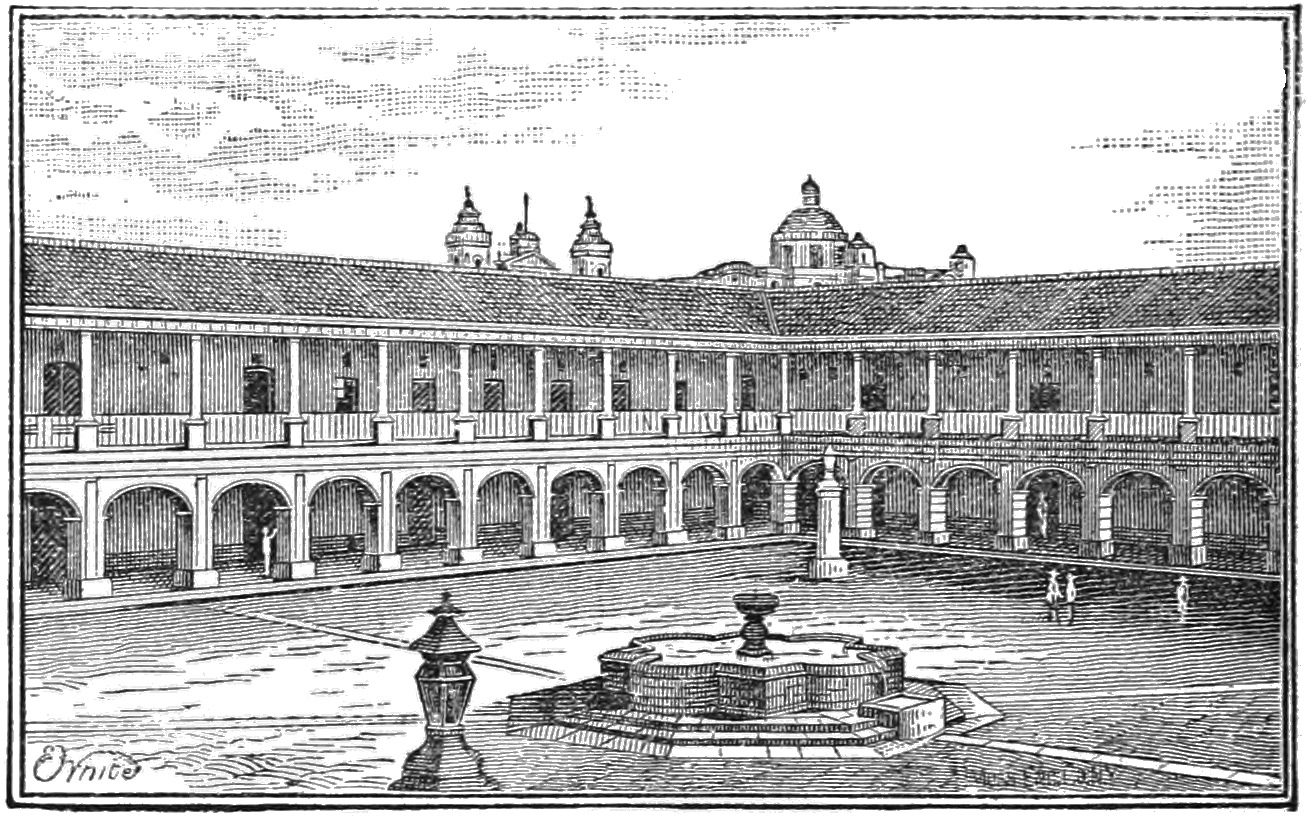
Colegio y Seminario Tridentino de Nuestra Señora de la Asunción en la Nueva Guatemala de la Asunción. Los jesuitas estuvieron a cargo de este colegio desde que retornaron a Guatemala en 1851 hasta que fueron expulsados nuevamente en 1871.

El desolador terremoto de Santa Marta, que azotó a la ciudad el 29 de junio de 1773, dejó prácticamente destruido el templo y parte del convento. Sus bóvedas y campanario quedaron en ruinas, las paredes se cuartearon profundamente y la Casa de Ejercicios no pudo soportar la fuerza del sismo.
Por Real Cédula del 21 de julio de 1775 fue autorizado el traslado de la ciudad hacia el llamado “Llano de la Virgen”. Esta decisión terminante debió ser acatada por todos los vecinos, quienes se trasladaron paulatinamente, siguiendo al ayuntamiento, a partir del 21 de diciembre de ese mismo año. Para construir la nueva ciudad fue necesario encontrar materiales en las edificaciones que aun habían quedado en pie o que fueron destruidas parcialmente. El posible desmantelamiento de la Compañía encontró una férrea oposición por considerarse aun reparables sus estructuras. Desde enero de 1777, Manuel Ventura Figueroa escribe al Arzobispado contando la intención del alguacil Barroeta de proseguir con la destrucción del edificio; otras voces ciudadanas se alzaron y no se conoce que efectivamente los partidarios de esta opción hayan logrado su cometido.

### Tras el traslado de la ciudad

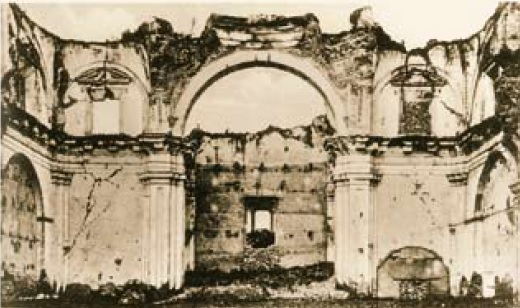
Ruinas del interior de la iglesia de la Compañía de Jesús en 1900.

Con la independencia de Guatemala, en 1821, el edificio pasó nuevamente a ser propiedad pública y se vio envuelto en varios litigios, aclarados hacia 1829, cuando el general liberal Francisco Morazán invadió a Guatemala y expulsó de Centroamérica a los miembros del partido conservador que ostentaban el poder hasta entonces en el Estado; entre los conservadores estaban las órdenes regulares y los miembros del Clan Aycinena.  El nuevo gobierno laico establecido por lo liberales decretó que todas las posesiones de órdenes religiosas se destinaran a escuelas primarias y cátedras universitarias.
En 1843, por disposición del presidente Mariano Paredes, quien fue aconsejado por el capitán general del ejército y verdadero jefe supremo de Guatemala Rafael Carrera y Turcios y por el sacerdote Juan José de Aycinena y Piñol, jefe del clan Aycinena, se autoriza el retorno de la Compañía de Jesús a Guatemala. Por diversas circunstancias la orden no pudo establecerse nuevamente hasta 1851, cuando ya Carrera estaba firme en el poder y dominaba la situación en Centroamérica. Para la enseñanza, se les otorgó el Colegio y Seminario Tridentino de Nuestra Señora de la Asunción, en la nueva capital, y se desconoce si en algún momento los recién llegados reclamaron la propiedad de la Compañía de Jesús en la Antigua Guatemala. 

### Terremoto del 3 de septiembre de 1874
En 1865, el antiguo edificio de la Compañía de Jesús en Antigua Guatemala servía como fábrica de tejidos accionada a vapor, y no resultaba muy rentable por la falta de capataces expertos y la escasez de materia prima; y en 1874 la fábrica cerró cuando el edificio fue gravemente dañado por el terremoto del 3 de septiembre.
De acuerdo al periódico estadounidense The New York Times, el terremoto de Guatemala del 3 de septiembre de 1874 fue el más devastador de los que se registraron en ese año en todo el mundo. No solamente se destruyó completamente el pueblo de Parramos,
 sino que bandas de forajidos armados con cuchillos y otras armas punzocortantes intentaron asaltar a los damnificados y robarles lo poco que les quedaba; afortunadamente, las bandas fueron capturadas por la policía del gobierno del general Justo Rufino Barrios y ejecutadas sumariamente.
Un testigo relató que el terremoto se sintió como una combinación de una larga serie de movimientos verticales y horizontales que hacían que pareciera que el suelo se movía en forma de olas y que se elevaba hasta un pie de alto por encima de su nivel normal. Otro testigo indicó que el pueblo de San Miguel Dueñas quedó totalmente destruido, y quienes lograron sobrevivir salieron huyendo buscando áreas más seguras.  En total, hubo US$300,000 en pérdidas; los poblados afectados aparte de Antigua Guatemala, Dueñas, Parramos y Patzicía, fueron Jocotenango, San Pedro Sacatepéquez, Ciudad Vieja y Amatitlán.
En 1884 la Municipalidad hizo saber su intención de convertir el edificio de la Compañía de Jesús en un mercado, a pesar de la oposición férrea de vecinos que tenían puestos en la plaza. No fue hasta 1912 que se instaló el mercado en el edificio.

### SigloXX
En 1979 fue incluido dentro de la inscripción de Antigua Guatemala como «Patrimonio de la Humanidad».

## Restauración

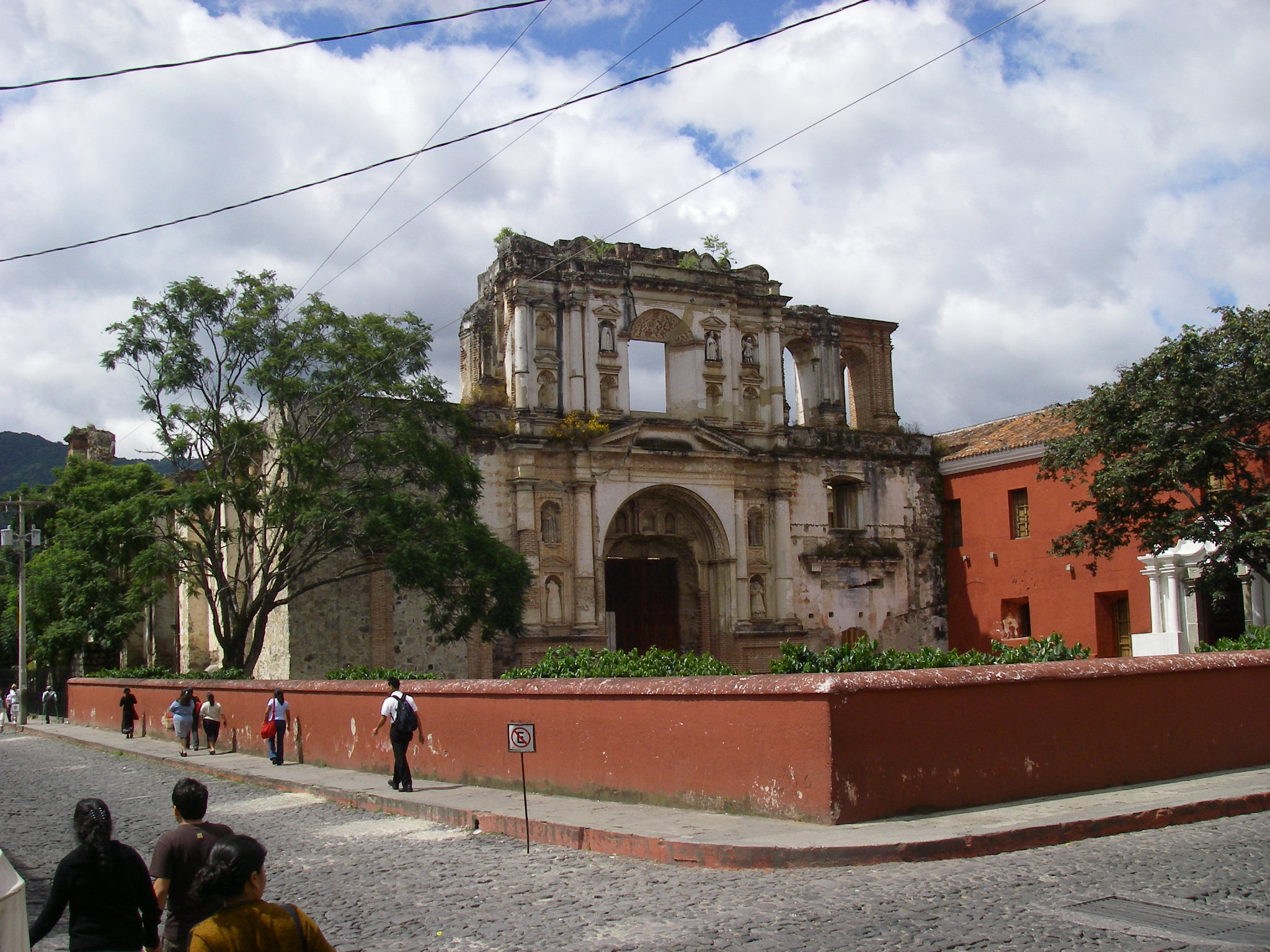
Exteriores del antiguo templo jesuita en 2010, tras su estabilización luego de los terremotos de 1917-18 y de 1976.

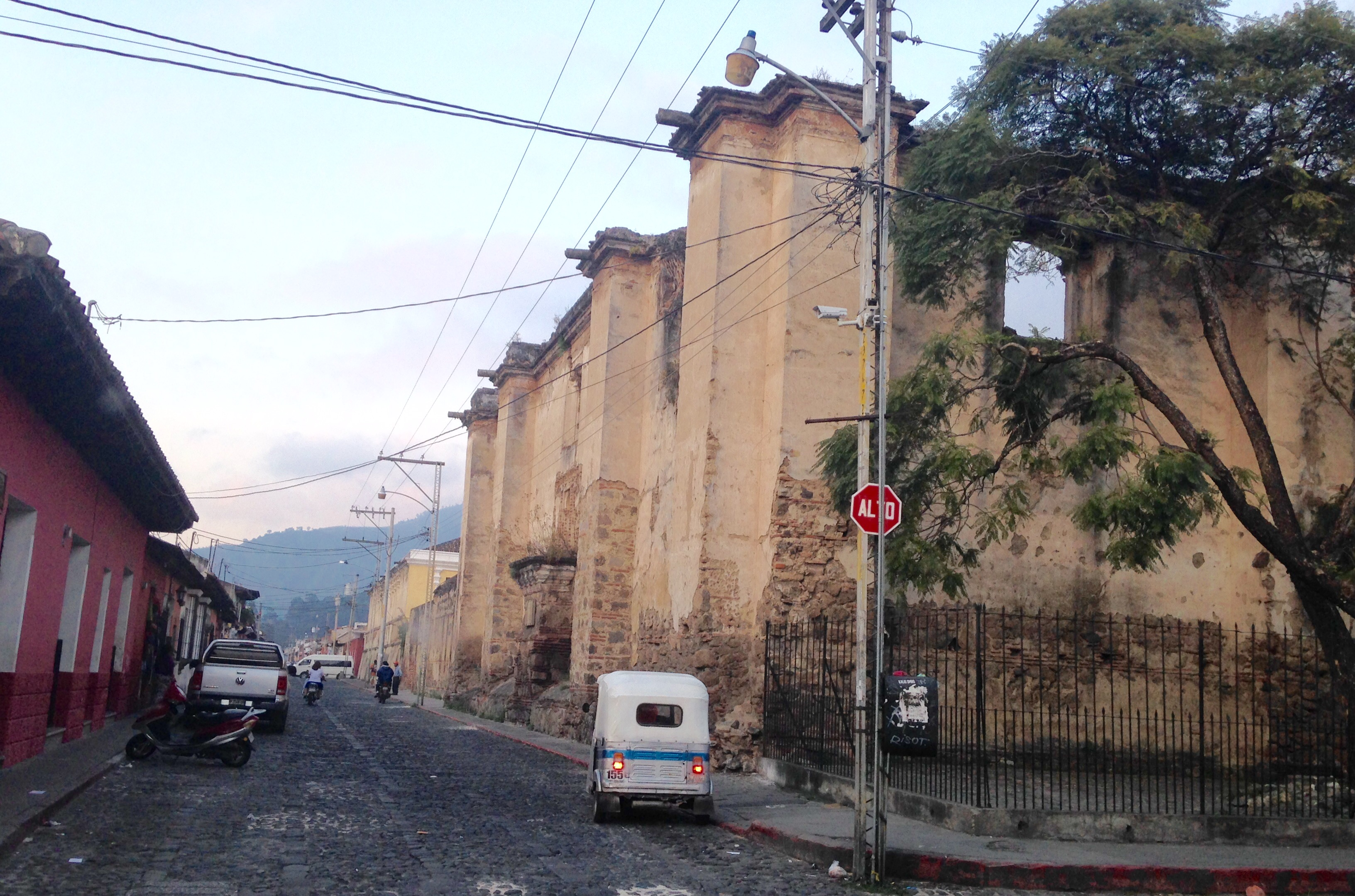
Parte posterior de la iglesia de la Compañía de Jesús en diciembre de 2015.

Posteriormente albergó de forma precaria un mercadillo de artesanías. En 1992, la Agencia Española de Cooperación Internacional para el Desarrollo asumió el compromiso de restaurar de forma integral el conjunto del antiguo Colegio y destinarlo a Centro de Formación Internacional en cooperación al desarrollo con el visto bueno del Consejo Nacional para la Protección de La Antigua Guatemala (CNPAG).